# Rivière Guichaud
Pour les articles homonymes, voir Guichaud.
La rivière Guichaud est un affluent du fjord de Salluit, dans le détroit d'Hudson. Cette rivière coule dans Kativik, dans la région du Nunavik, dans la région administrative du Nord-du-Québec, au Québec, au Canada.

## Géographie
Les bassins versants voisins de la rivière Guichaud sont :
- côté nord : détroit d'Hudson ;
- côté est : fjord de Salluit ;
- côté sud : rivière Talluup, rivière Umiruup, rivière Foucault, rivière Kovik ;
- côté ouest : rivière Derville.

La rivière Guichaud prend ses sources sur le versants sud du long promontoire de la rive sud du détroit d'Hudson dans le Nord-du-Québec. Cette zone de tête de la rivière est située à l'ouest du lac Sirmiq, au nord de la zone de tête de la rivière Umiruup (coulant vers le sud) qui est un affluent de la rivière Kovik. À partir de son tronc principal coulant vers l'est, la rivière Guichaud comporte neuf embranchements principaux dont quatre venant du nord.
Un petit lac sans nom (longueur : 1,2 km ; altitude : 365 m) constitue le lac de tête de la branche nord dans la partie supérieure la rivière Guichaud. Ce lac est situé à seulement 2,9 km du littoral sud du détroit d'Hudson. 
Cours de la rivière
À partir de ce lac de tête, la rivière coule sur :
- 12,5 km vers le sud jusqu'à un affluent venant de l'est drainant 13 petits lacs ;
- 5,9 km vers le sud jusqu'à la confluence d'une décharge venant de l'ouest, drainant cinq petits lacs ;
- 6,5 km vers le sud-est jusqu'à la décharge (venant du sud) ;
- 4,3 km vers le sud-est jusqu'à un affluent venant du sud drainant un groupe de lac situés à l'est du lac Sirmiq ;
- 5,6 km vers le sud-est, jusqu'à la décharge d'un affluent venant du sud-ouest ;
- 3,5 km vers le nord-est jusqu'à un affluent venant du nord ;
- 9,4 km vers l'est jusqu'à un affluent venant du nord, lequel draine le lac Navvaataaq (altitude : 197 m) et un autre lac en amont (altitude : 258 m) ;
- 9,9 km vers l'est jusqu'à un affluent venant du sud ;
- 5,4 km vers l'est jusqu'à l'embouchure dans le fjord de Salluit.

Cours de la partie inférieure
Dans son cours inférieur vers l'est, la rivière Guichaud passe près de deux monts de la rive sud : monts Iqaluttuup Akullirutaalunga (altitude : 355) et Akullirutaaaluk (altitude : 242 m). Un affluent venant du sud passe entre ces deux monts. Puis la rivière Guichaud coule sur 5,4 km vers l'est en traversant la grève Ullugumitarvik et le méandre Sangummaq (situé face au coteau Aqiggituuq), jusqu'à l'embouchure. Dans la zone de l'embouchure, la rivière coule entre deux montagnes : celle du côté sud s'élève à 396 m et celle du côté nord à 333 m.
À l'embouchure, l'eau s'écoule sur une longue grève qui s'étend jusqu'à la butte Qarqaluarjuq (rive nord du fjord) et la butte Qarqaluarjutuaq (rive sud du fjord). Le ruisseau Tasikululiariaq provenant des lacs Tasikulluk (altitude : 258 m et 228 m) du versant ouest du Mont Qarqaluarjuq (altitude : 304 m) sur la rive nord du fjord se déverse sur la grève de l'embouchure de la rivière Guichaud. Le ruisseau Situunnlit provenant du lac Situunnuiit (altitude : 228 m) descend du versant est de ce même mont.
La rivière Guichaud se déverse sur la rive ouest au fond du Fjord de Salluit. L'embouchure de la rivière Guichaud est situé à 5,1 km à l'ouest de l'embouchure de la rivière Foucault, à 6,0 km à l'ouest de la pointe Qullukluk et à 13,2 km du centre du village de Salluit.
La surface de la rivière Guichaud est généralement gelée dix mois par an ; les eaux s'écoulent librement habituellement de la mi-juin à la mi-août. Le pergélisol affecte le territoire tout autour.

## Toponymie
Le toponyme rivière Guichaud a été officialisé le 5 décembre 1968 par la Commission de toponymie du Québec.